# Tobias Stimmer

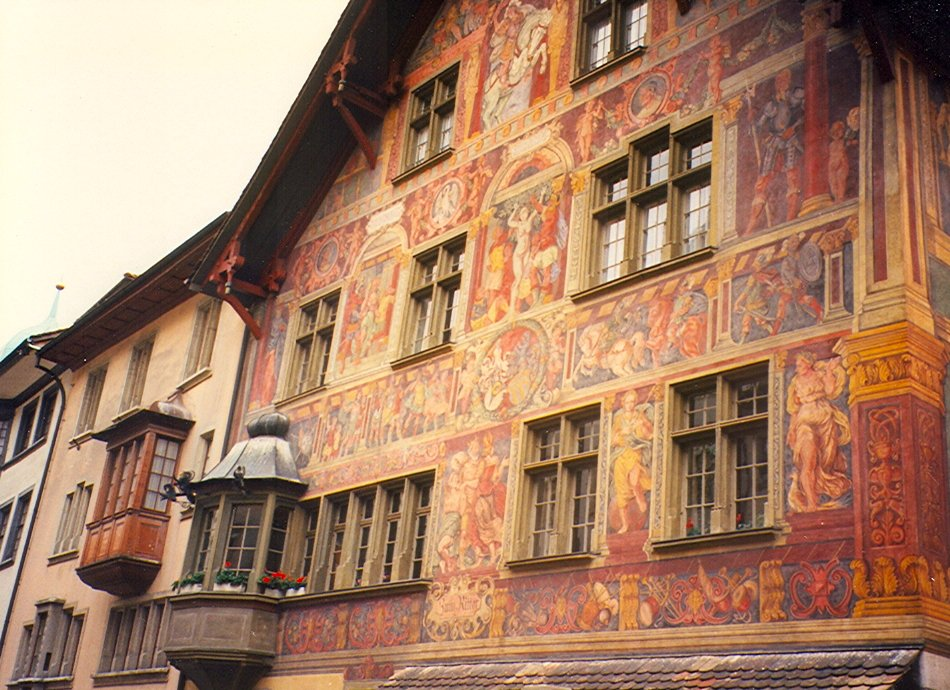
"Ritters hus" i Schaffhasuen - ett hus med målningar av Tobias Stimmer på fasaden

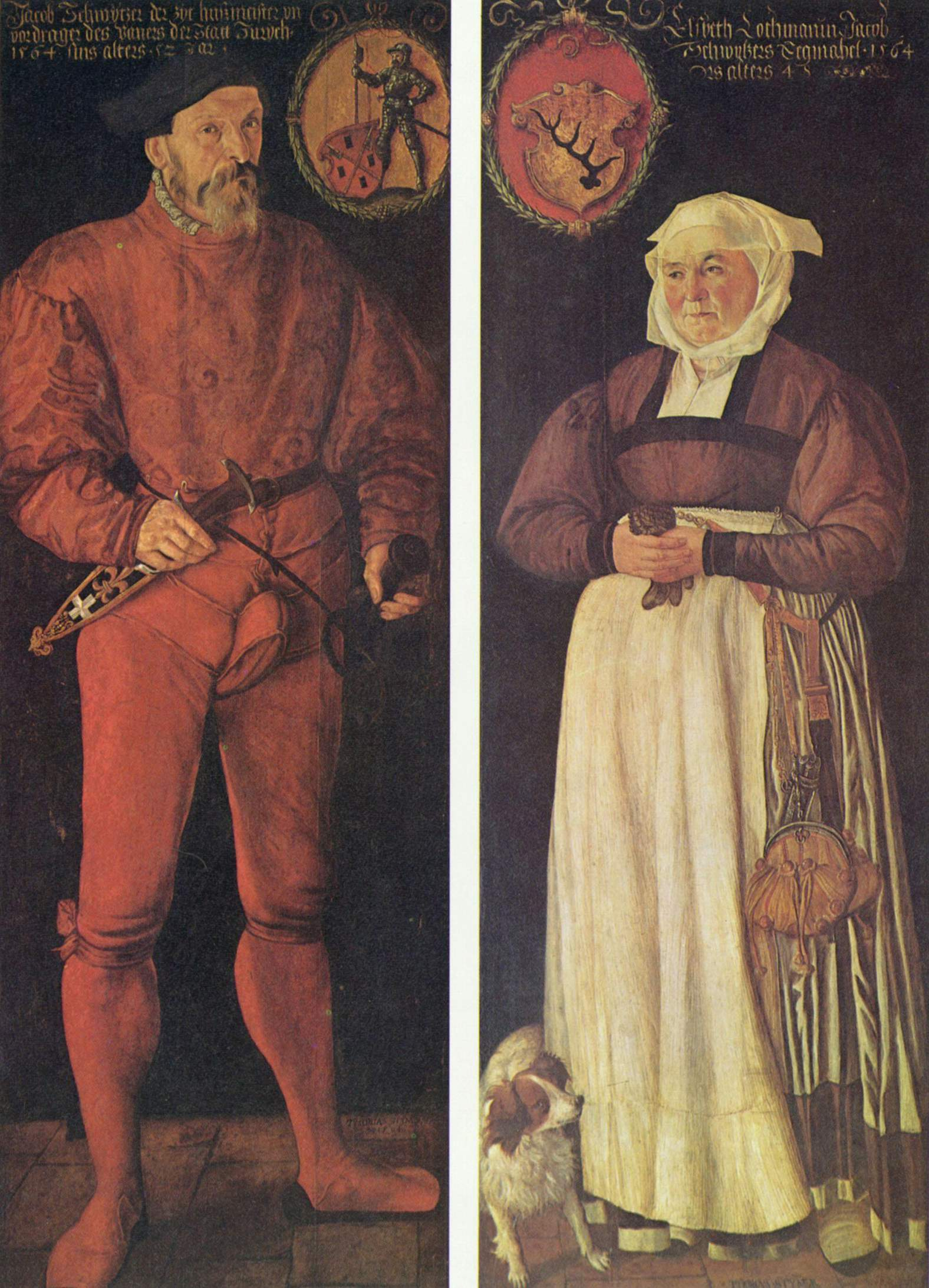
Porträtt av Tobias Stimmer, föreställande Jacob Schwytzer och hans fru Elsbeth Lochmann

Tobias Stimmer, född 7 april 1539 och död 4 januari 1584, var en tysk konstnär.
Stimmer föddes i Schaffhausen i Schweiz men arbetade också i Sydtyskland. Det djupsinniga, klart och dekorativt, alltid med kärnfull karaktäristik uttryckt, finner man i hans träsnitt Levnadsålderna.